# Albert Witzel
Albert Witzel (25. června 1879, Deadwood, Jižní Dakota, USA – 31. května 1929, Banning, Kalifornie) byl americký fotograf, známý zejména svými portréty umělců. Fotografoval mnoho filmových herců a hereček v Los Angeles.

## Životopis
Narodil se v Deadwoodu německým rodičům. V roce 1886 odešel do Seattlu, kde se naučil fotografovat. Albert Witzel svým jménem v Los Angeles založil v roce 1909 fotografické studio a specializoval se na portréty divadelních a poté filmových herců v 10. a 20. letech 20. století. Za pár let se stal jedním z nejuznávanějších fotografů v Hollywoodu. Jeho fotografie byly publikovány v časopisech jako Photoplay a také v Los Angeles Times, což mu poskytlo velkou publicitu a propagaci jeho práce.
Zemřel 31. května 1929 po dlouhé nemoci na tuberkulózu. Je pohřben na hřbitově v Inglewoodu.

## Galerie

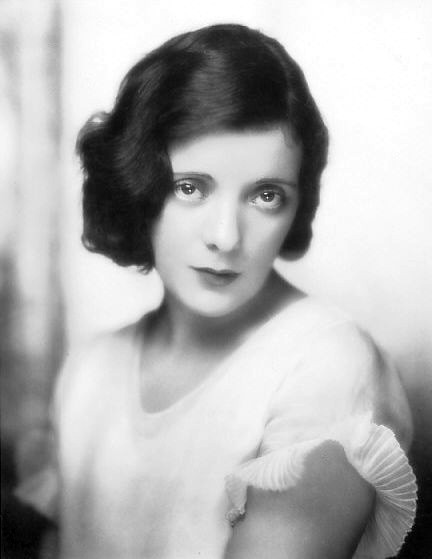
Alma Rubens
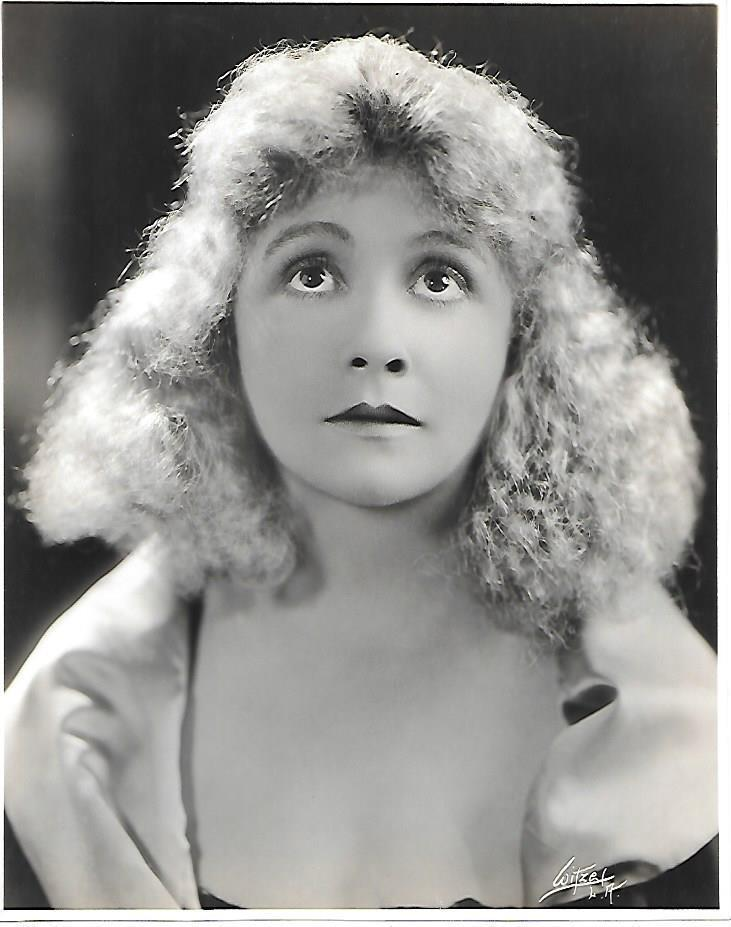
Bessie Barriscale
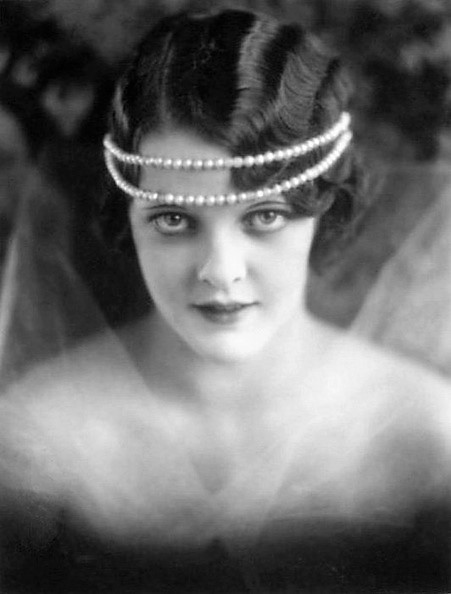
Blanche Mehaffey
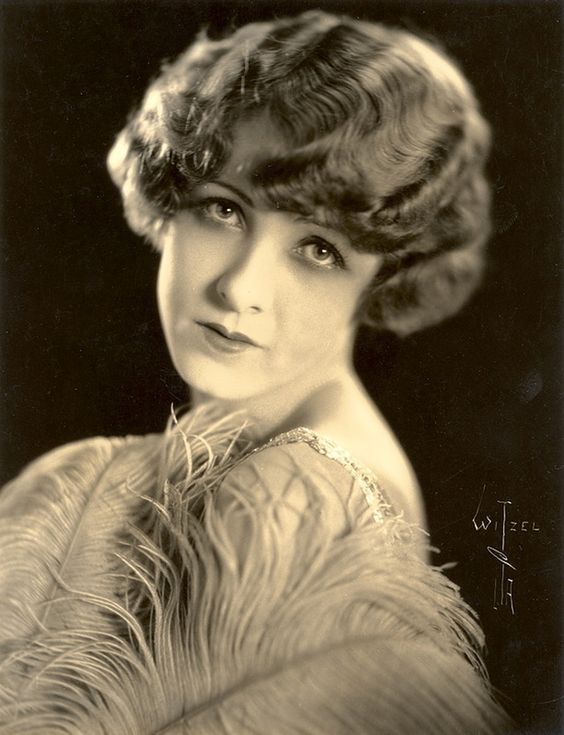
Claire Windsor
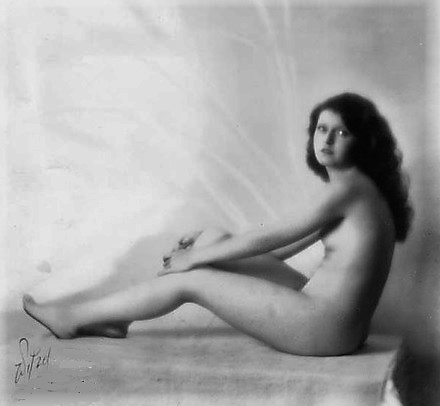
Doris Dawson
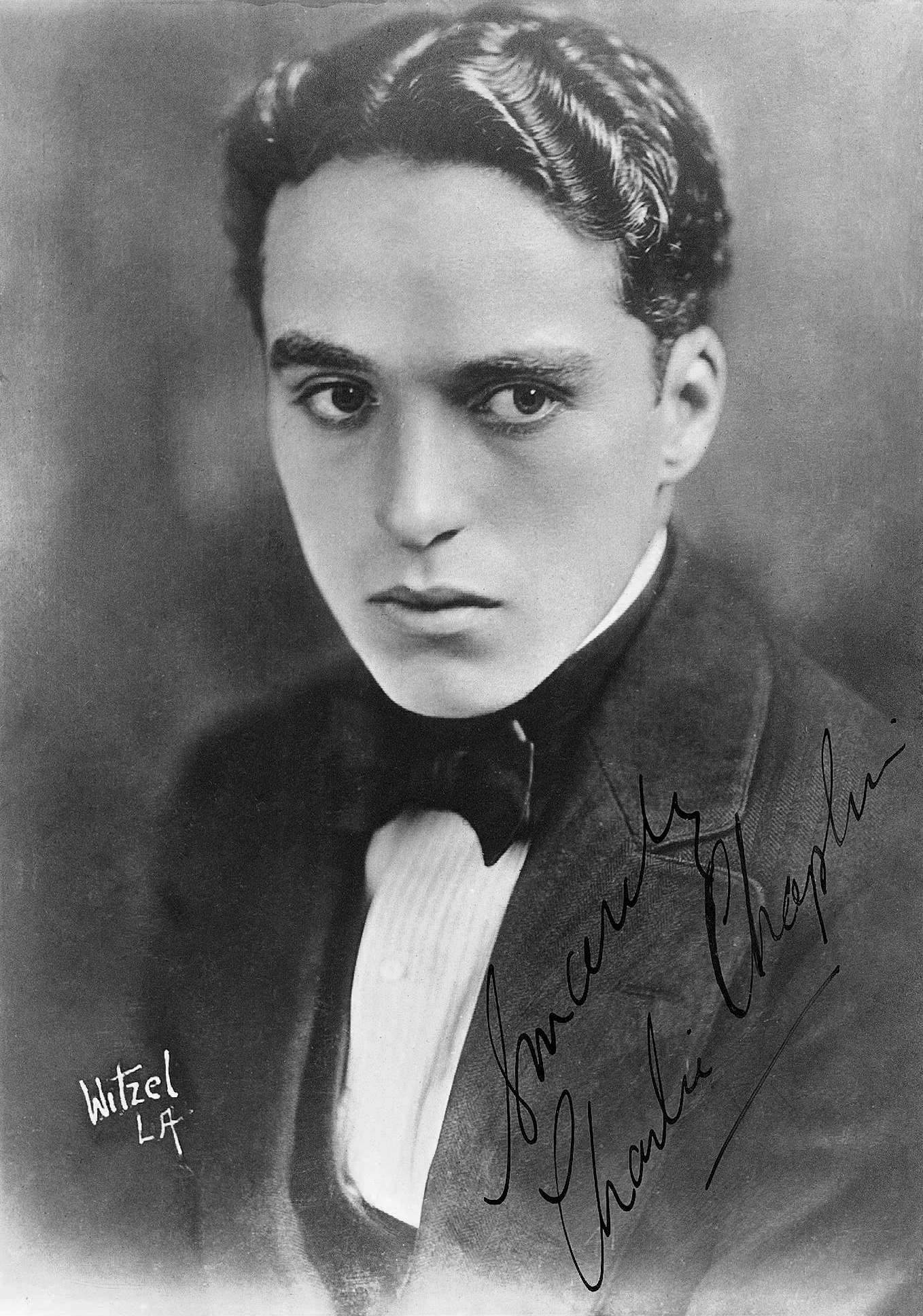
Charlie Chaplin
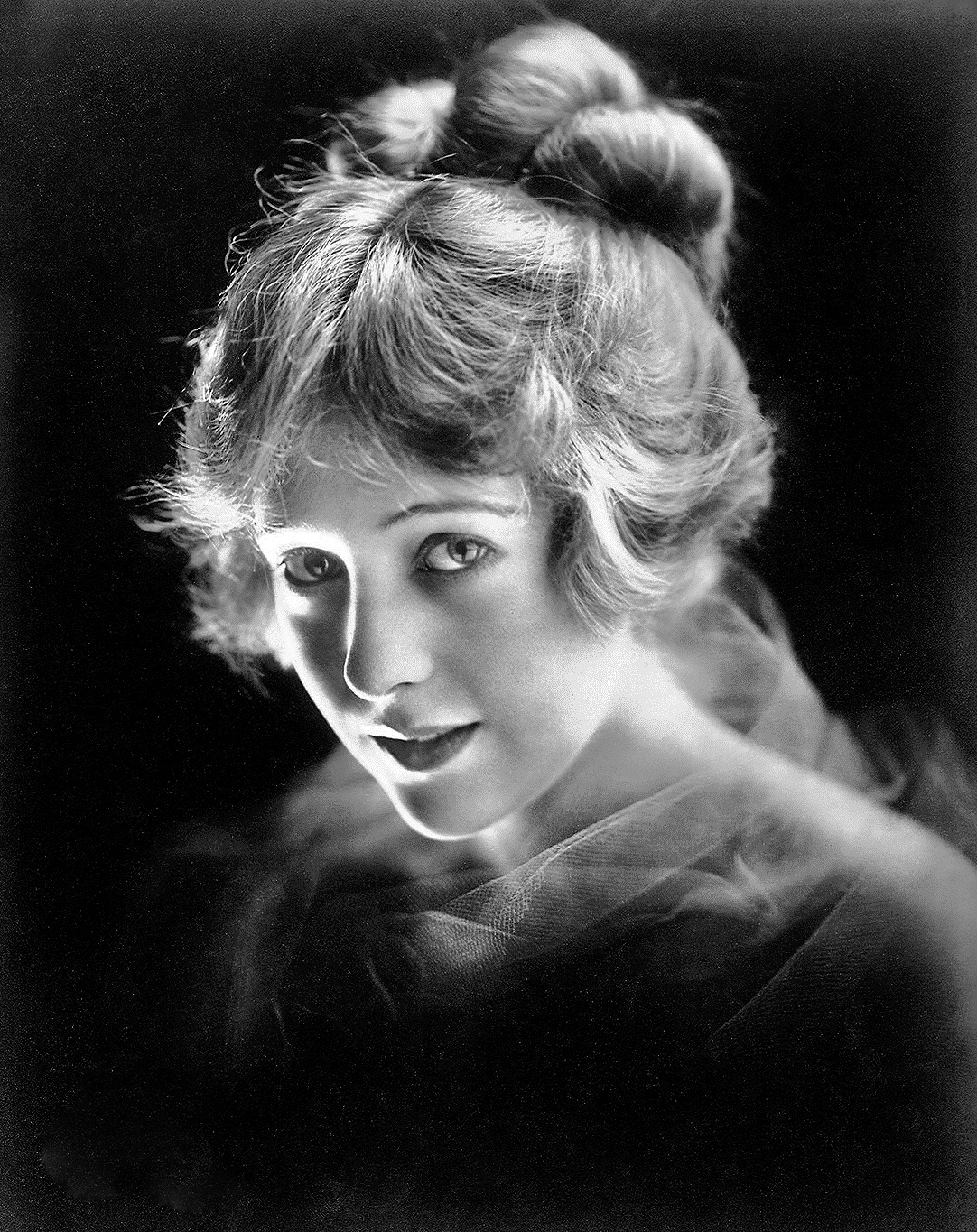
Jewel Carmen
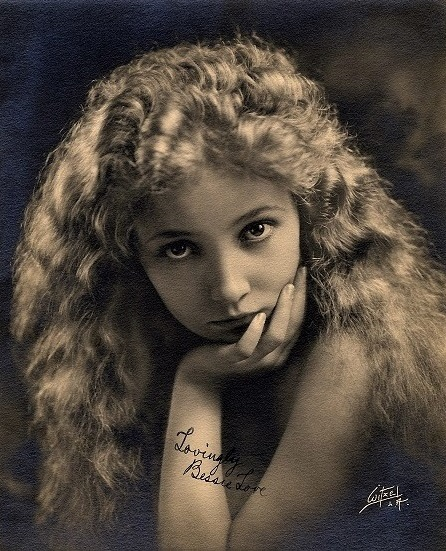
Bessie Love
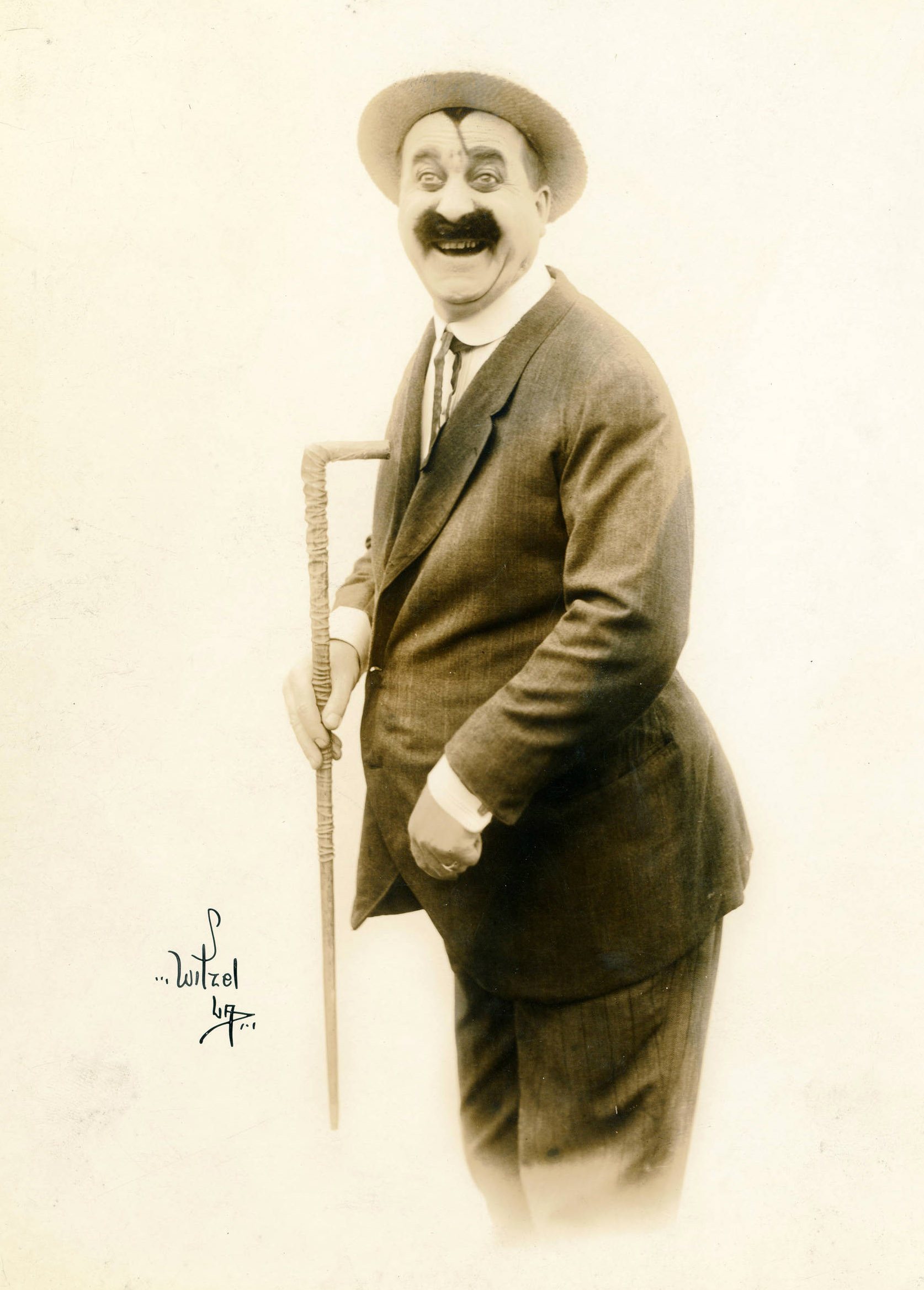
Mack Swain (1920)
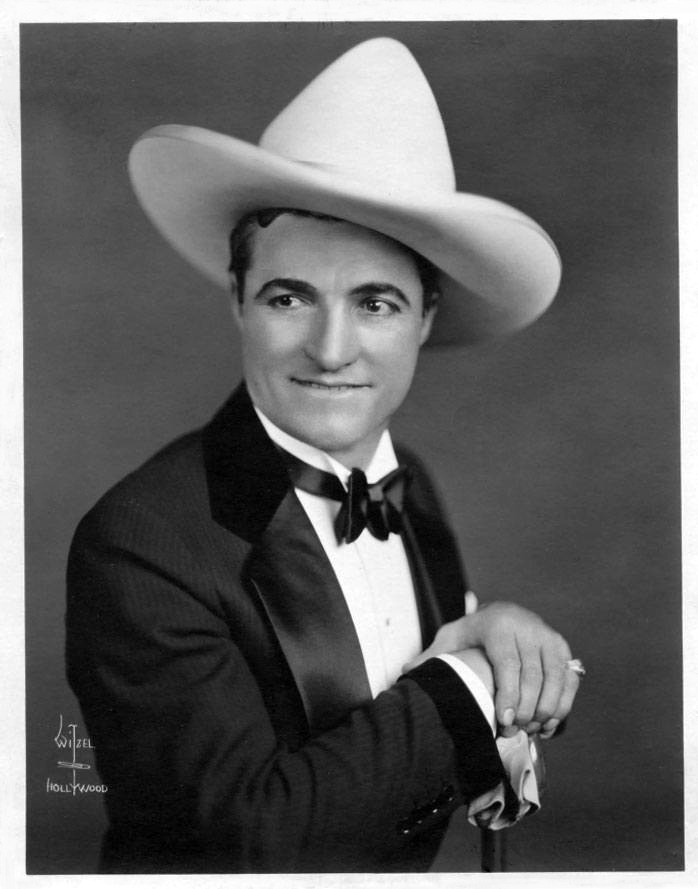
Tom Mix